# Josef Musil (Volleyballspieler)
Josef „Bulda“ Musil (* 3. Juli 1932 in Kostelní Lhota; † 26. August 2017 in Prag) war ein tschechoslowakischer Volleyballspieler.

## Leben und Karriere
Musil begann im Alter von neun Jahren mit dem Volleyballspiel bei seinem Heimatverein Sokol Kostelní Lhota. 1946 zog Musil mit seiner Familie nach Prag, wo er beim Klub Sokol Vysočany spielte. 1949 wurde er mit der Mannschaft tschechoslowakischer Nachwuchsmeister. Zu Beginn der 1950er-Jahre wurde Musil in die Nationalauswahl berufen und gewann 1952 seine erste Medaille bei einer Weltmeisterschaft. Er stand 16 Jahre im Nationalteam. Im Meisterschaftsspielbetrieb wurde Musil sieben Mal tschechoslowakischer und einmal italienischer Landesmeister.
Musil wurde 2001 zum tschechischen Volleyballspieler des Jahrhunderts gekürt. In einer Umfrage der Fédération Internationale de Volleyball zum Spieler des Jahrhunderts erreichte Musil Platz acht.
Anlässlich des Ortsjubiläums wurde Musil am 19. Juni 2004 zum Ehrenbürger von Kostelní Lhota ernannt. Im selben Jahr erhielt Musil am 2. September in Holyoke (Massachusetts) die Aufnahme in die Volleyball Hall of Fame.

## Erfolge
Weltmeisterschaften
- 1952 Moskau,  Silber
- 1956 Paris,  Gold
- 1960 Rio de Janeiro,  Silber
- 1962 Moskau,  Silber
- 1966 Prag,  Gold

Olympische Spiele
- 1964 Tokio,  Silber
- 1968 Mexiko-Stadt,  Bronze

Europameisterschaften
- 1955 Bukarest,  Gold
- 1958 Prag,  Gold
- 1963 Bukarest, 5. Platz
- 1967 Istanbul,  Silber